# سبنسر ألين
سبنسر ألين (20 ديسمبر 1893 - 9 أكتوبر 1978) (بالإنجليزية: Spencer Allen)‏ هو لاعب كريكت بريطاني وبريطاني (وحمل سابقاً جنسية المملكة المتحدة لبريطانيا العظمى وأيرلندا).